# دام‌بلاغ
دام‌بلاغ (ترکی آذربایجانی: Dambulaq) یک منطقهٔ مسکونی در جمهوری آرتساخ است که در استان کاشاتاق واقع شده‌است.